# 國學院大學北海道短期大学部
國學院大學北海道短期大学部（こくがくいんだいがくほっかいどうたんきだいがくぶ、英語: Kokugakuin University Hokkaido Junior College）は、北海道滝川市文京町3-1-1に本部を置く日本の私立大学。1982年創立、1982年大学設置。大学の略称は國短（コクタン）。

## 概観

### 大学全体
- 北海道滝川市に所在する日本の私立短期大学で、設置主体は学校法人國學院大學[1]。
- 國學院大學の起源となっている皇典講究所の創立100年を記念して、1982年に國學院女子短期大学として開学[2]。かつては女子短期大学だったが、1991年度入学生より男女共学である。3学科[注 2]からなっている。

### 建学の精神（校訓・理念・学是）
- 國學院大學北海道短期大学部における建学の精神は「国体の講明」・「徳性の涵養」となっている。

### 教育および研究
- 学科を参照のこと。なおかつてあった福祉専攻には「老人福祉論」・「家政学実習」・「形態別介護技術」・「介護実習」など介護職として必要な科目を学ぶ内容のものが設定されていた。保育士養成短期大学・大学卒業者を対象とした昼間部1年制の課程で専攻科には学科長はいないが、教務主任として鍋沢信子がいた。

## 沿革
- 1982年
  - 1月16日 左記を以て文部省[注 3]より短期大学の設置が認可される[3]。
  - 4月1日 國學院女子短期大学 （こくがくいんじょしたんきだいがく）として以下の学科体制にて開学[注 4]。
    - 国文科[注釈 1]
    - 英語科[注釈 1]
    - 幼児教育科[注釈 1]

  - 5月1日 学生数[8]/定員
    - 国文科 114[注釈 2]/100
    - 英語科 113[注釈 2]/100
    - 幼児教育科 138[注釈 2]/100
- 1983年
  - 5月1日 学生数[9]/定員
    - 国文科 204[注釈 2]/200
    - 英語科 170[注釈 2]/200
    - 幼児教育科 263[注釈 2]/200
- 1985年
  - 5月1日 学生数[10]/定員
    - 国文科 162[注釈 2]/200
    - 英語科 104[注釈 2]/200
    - 幼児教育科 232[注釈 2]/200
- 1986年
  - 5月1日 学生数[11]/定員
    - 国文科 167[注釈 2]/200
    - 英語科 82[注釈 2]/200
    - 幼児教育科 204[注釈 2]/200
- 1987年
  - 5月1日 学生数[12]/定員
    - 国文科 175[注釈 2]/200
    - 英語科 95[注釈 2]/200
    - 幼児教育科 177[注釈 2]/200
- 1991年
  - 4月1日 國學院短期大学と改称[注 5]。
  - 5月1日 学生数[17]/定員
    - 国文科 300[注 6]/200
    - 英語科 241[注 7]/200
    - 幼児教育科 201[注 8]/200
- 1992年
  - 5月1日 学生数[注 9]/定員
    - 国文科 278[注釈 3]/200
    - 英語科 279[注 10]/200
    - 幼児教育科 226[注 11]/200
- 1995年
  - 4月1日 専攻科の設置が認められ、以下の課程を設ける[20]。
    - 国文専攻 入学定員15名
    - 英語専攻 入学定員15名
- 1999年
  - 5月1日 学生数[21]/定員
    - 国文学科 182[注 12]/200
    - 英語コミュニケーション学科 95[注 13]/200
    - 幼児教育学科 167[注釈 3]/200
- 2000年
  - 4月1日 専攻科に以下の課程を設ける[22]。
    - 福祉専攻 入学定員30名
- 2001年
  - 4月1日 英語コミュニケーション学科をコミュニケーション学科に改称[注 14]。
- 2003年
  - 北海道CATYの発行を開始する[25]。
- 2006年
  - 4月1日 幼児教育学科を幼児・児童教育学科に改称[注 15]。
- 2007年
  - 4月1日 以下、学科の入学定員について変更あり[注 16]。
    - 国文学科 100→115
    - コミュニケーション学科 100→70
    - 幼児・児童教育学科 100→115
- 2008年
  - 4月1日 コミュニケーション学科を総合教養学科に改称[注 17]。
- 2009年
  - 4月1日 この年度における出来事を以下、列挙する[注 18]。
    - 校名を國學院大學北海道短期大学部へ改称
    - 学科の入学定員を以下の通り変更する。
      - 国文学科 115→75
      - コミュニケーション学科 70→75
      - 幼児・児童教育学科 115→75
- 2014年
  - 1月 平成26年度大学入試センター試験参加短期大学の1校となる[34]。
- 2015年
  - 1月 平成27年度大学入試センター試験参加短期大学の1校となる[35]。
- 2016年
  - 1月 平成28年度大学入試センター試験参加短期大学の1校となる[36]。
- 2020年
  - 4月1日 学科の入学定員を以下の通り変更する[注 19]。
    - 国文学科 75→85
    - コミュニケーション学科 75→85
    - 幼児・児童教育学科 75→55

## 基礎データ

### 所在地
- 北海道滝川市文京町3-1-1

### 交通アクセス
- JR函館本線滝川駅よりバスで「国学院大学前」バス停留所下車、徒歩1分。

### 象徴
- ホームページほか右記資料も参照のこと[39]。

## 教育および研究

### 組織

#### 学科
- 国文学科 入学定員85名[1]
- 総合教養学科 入学定員85名[1]
- 幼児・児童教育学科 入学定員55名[1]

##### 設置計画のあった学科
- 商経科[40]→英語科[注 20]に変更。

#### 専攻科
- 国文専攻[注釈 4]
- 英語専攻 入学定員15名[注釈 4]
- 福祉専攻 入学定員30名[注 21]

#### 別科
- なし

##### 取得資格について
- 小学校教諭二種免許状：幼児・児童教育学科児童教育コース
- 幼稚園教諭二種免許状:：幼児・児童教育学科
- 中学校教諭二種免許状
  - 国語：国文学科
  - 英語：総合教養学科
- 保育士資格：幼児・児童教育学科幼児保育コース
- 介護福祉士資格：専攻科福祉専攻

#### 附属機関
- コミュニティ・メディア・センター（C.M.C.）：國學院大學北海道短期大学部では、広報事業・出版事業・社会教育事業・研究事業などを管轄させるコミュニティ・メディア・センター（以下、CMCと言う）を置いている。研究員は国内外に多く存在している。CMCでは、オープンカレッジ・社会教育事業（アイヌ文化交流の集いなどのワークショップ）・アイヌ文化研究及び國學院大學から委託されている「金田一記念文庫」を所管している。特にアイヌ文化研究においては、様々な業績を残しており大学・短期大学としては全国でも唯一敷地内に「チセ」（アイヌ語で「家」の意）をはじめとするアイヌ文化建造物を再現させている。また、アイヌ語に関する各種辞典の発行をしている。その他、道内の郷土史研究なども行われている。
- 金田一記念文庫：國學院大學図書館より國學院大學北海道短期大学部へ移管された、金田一京助博士の所蔵していた貴重書などを中心に構成されている。もともと図書館が所管していたがCMCの創設に伴い管理が移管された。
- 岡崎文庫：第5代学長を務めた岡崎正継が傘寿を記念して江戸時代の和草本を数多く寄贈した。

### 研究
- 『國學院女子短期大学紀要』[47]
- 『滝川国文40号 2024年』[48]
- 『國學院短期大学紀要』[49]
- 『幕末・明治初期の内藤耻叟』[50]ほか。

## 大学関係者と組織

### 大学関係者一覧

#### 大学関係者

##### 歴代学長
- 初代学長 田辺正男 - （1982年4月～1986年5月）
- 二代学長 西岡弘 - （1986年6月～1991年3月）
- 三代学長 林陸朗 - （1991年4月～1996年3月）
- 四代学長 倉林正次 - （1996年4月～2001年3月）
- 五代学長 岡崎正継 - （2001年4月～2003年3月）
- 六代学長 蛯原弘 - （2003年4月～2012年3月）
- 七代学長 田村弘 - （2012年4月～2019年3月）
- 八代学長 平野泰樹 - （2019年4月～）

###### 蛯原弘の短大改革
- 國學院大學常務理事である蛯原弘が、2003年4月に学長として赴任。もともと民間企業の管理職にいた経営手腕を発揮して短大の経営改革に取り組んだ。蛯原は、この経営改革に際して村井弘キャレンハウス代表（短大兼任講師、短大学長室付アドバイザリースタッフ）を起用し各種の企画を担当させた。蛯原と村井は、学生が主体となって発行するフリーマガジン『北海道CATY』の発行、FM放送のスタートを初めとして、國學院大學の受験者を対象としたC方式入試の実施、大学主催の各種生涯学習事業、紀伊国屋とタイアップによる企画などを行った。また、蛯原はインターンシップの必修化(教育実習参加者は免除)、「教養総合」（有識者による公演を聴く講義、2008年度現在毎週実施）の必修化を図った。また産学連携教育研究所を設置した。

##### その他
- 高宮行男 - 國學院大学卒業生で代々木ゼミナール（学校法人高宮学園）創設者。開学にあたってその殆どの費用を負担している。

## 施設

### キャンパス
- 事務局
  - 学長
  - 事務局長（1名、國學院大學総務部付）
  - 事務局次長（2名、それぞれ以下の2センターを所管する）
  - 事務管理センター（経理・管財・総務など）
  - 課長、主任ほか
- 学生支援センター(教務・学生支援・奨学金など)
  - 課長、主任ほか
- 図書館
- 産学連携教育研究所：所長は、牧野多聞。主として就職課としての色が強い。
- 入試広報室
- 図書館：蔵書総数70,697冊（点）所蔵され、空知管内でも有数の蔵書数を誇る。
- 北海道CATY編集・制作室：室長は、村井弘。顧問に渡辺俊一、牧野多聞、黒阪陽一、文章指導に播摩光寿、学外編集協力者に舘敏弘(滝川市総務部企画課長)、学内協力者に事務局課員3名。及び有志の学生によって構成されている『北海道CATY』の発行元。
- 学生食堂：お昼時のみ営業。外部委託
- パークゴルフ場「万葉コース」：國學院大學北海道短期大学部開学25周年を記念して、2007年に造成された。全18コース（今後、36コースに拡大予定）。

## 対外関係

### 系列校
- 國學院大學
- 國學院高等学校
- 國學院大學久我山中学校・高等学校
- 國學院大學附属幼稚園
- 國學院幼稚園

### 姉妹校
- 関係法人・学校法人國學院大學栃木学園
  - 國學院大學栃木短期大学
  - 國學院大學栃木中学校・高等学校
  - 國學院大學栃木二杉幼稚園